# Здвижівка
Здви́жівка (після 1947 p., до того — Голинь, Феліціалівка, Офіціаловка) — село Бучанського району Київської області. Населення — 892 жителів станом на 1 квітня 2024 року. Входить до складу Бучанської міської громади.

## Історія
Біля села досліджено поселення доби бронзи, збереглися залишки давньоруського городища.
Засноване 14 жовтня 1780 року.
Під час революції 1905—1907 pp. у Здвижівці відбулося повстання селян, які завдяки реформі голодної волі, ⁣ бувши позбавлені землі, добивалися права на володіння поміщицькою землею для задоволення базових потреб людини. Царські війська придушили це повстання.
108 жителів села — учасників Другої Світової війни — відзначені нагородами СРСР.
В «Історії міст і сіл Української РСР» про Здвижівку початку 1970-х було подано таку інформацію:

| Здвижівка — село, центр сільської Ради, розташоване за 12 км від районного центру і за 8 км від залізничної станції Клавдієве. Населення — 836 осіб. Місцевий колгосп ім. Кірова має 1,7 тис. га сільськогосподарських угідь, у т. ч. 926 га орної землі. У селі є восьмирічна школа, будинок культури, бібліотека[2]. |

### Наслідки вторгнення росії
З 25 лютого по 31 березня включно Здвижівку було окуповано військами рф. У селі знаходився найбільший штаб росіян на Київщині. Дані щодо кількості військових рф різні: від 6 до 10 тисяч.
Вони жили як поза межами села, так і заселялися в будинки мирних жителів. Більшість людей у цей час фактично жили у погребах та підвалах. На сільській фермі окупанти влаштували склад і розташували техніку.
Після звільнення села на околицях протягом кількох місяців було знайдені тіла закатованих та розстріляних людей. Серед них як мешканці Здвижівки, так і мешканці сусідніх сіл, що намагалися тікати від окупації. Загалом поліція Київщини знайшла 16 тіл вбитих мирних жителів.

## Географія
Село знаходиться за 38 км на захід, південний захід від міста Київ, на території Поліської низовини в межах Українського кристалічного щита на його південно-східному схилі, перекритому товщами осадових порід, у басейні річки Голинь, що впадає до річки Здвиж (басейн Тетерева) та розділяє новий масив та старе село.
Ґрунти дерново-підзолисті, у лісах сірі лісові, у долинах річок торфові. На окремих ділянках спостерігається вихід на денну поверхню дрібних уламків Українського кристалічного щита. На території села є 2 валуни Українського кристалічного щита невідомого походження.
Серед корисних копалин торф, пісок, болотна руда (лімоніт).
Через село проходить автошлях Т 1011 Бородянка-Гостомель(в народі Старокиївська дорога).

## Клімат
Село знаходиться у помірно-континентальному типі клімату. Належить до недостатньо-вологої, теплої агрокліматичної зони. Пересічна температура січня — 6,7. липня + 19,1. Опадів випадає в середньому 617 мм за рік. Висота снігового покриву 25-30 см. Сніговий покрив встановлюється в кінці листопада на початку грудня, сходить в кінці березня.
Останніми десятиліттями відмічається потепління у зимовий період, та збільшення періоду спекотної, посушливої погоди влітку, почастішання випадків суховіїв.

## Гідрологія
Через село протікає річка Голинь з притоками Рудка та ін. Річка витікає з джерел, що знаходяться в лісових масивах на сході села. Довжина річки 7 км. Заплава коритоподібна, ширина у верхів'ї до 50 м в середній та нижній течії 200—400 метрів відповідно. Ширина річища 1-2 метри пересічно.
Колір води жовтуватий, що є наслідком залягання болотної руди в басейні річки. У верхів'ї є виходи на поверхню болотної руди (лімноліту).
В 1960-х роках внаслідок меліорації русло річки було каналізоване, і на разі являє собою безіменний канал. До меліорації є відомості, що по річці, у ті часи, плавали човнами. Останніми роками біля русла річки почали траплятися провали невідомого походження.
На території села створено одне велике та 4 малих озера.
На пн-сх від села, у лісі, знаходиться болотний масив «Зелене багно», з якого бере початок річка Бродок. В басейні річки в урочищі «Ченець» є джерело, яке в народі вважають цілющим.
На березі болотного масиву «Зелене багно» планувалось збудувати санаторій, однак після аварії на ЧАЕС(1986 року) через несприятливу радіоекологічну ситуацію плани так і залишились планами.

## Екологія
Село належить до 4 зони періодичного радіологічного контролю. В радіусі 10 км навколо немає жодних серйозних забруднювачів атмосфери. Є покинутий склад сховищ пестицидів, які були вивезені, однак сильний неприродний запах в безпосередній близькості до складу наводить на думку, що вивезено було не все.
В посушливі роки через пожежі на торфовищах в басейні річки Здвиж та Голинь село періодично накриває їдким димом.

## Соціальна сфера
В селі функціонує сільська рада, 9-річна школа, будинок культури, ФАП, декілька магазинів, лісництво, пилорами; Здвижівська сільська бібліотека-філіалу № 13.
В закинутому стані перебуває колишній колгосп.
Є автобусне сполучення із районним центром, залізничною станцією Клавдієве, та м. Київ (прямий та транзитний транспорт).
Восени 2013 року був створений новий автобусний маршрут «Шибене-Київ», який проходить повз новий масив села, що значно спростило сполучення із Києвом (автобуси курсують через кожну годину, а в часи пік через кожні 10-20-30 хвилин).
Село газифіковане та електрифіковане, є централізоване водопостачання. На новому масиві широкі асфальтовані дороги, у старому селі на окремих вулицях є бруківка.